# 黄花蔺属
黄花蔺属（学名：Limnocharis）是泽泻科的一属。

## 下属物种
本属包括以下物种：
- 黄花蔺 Limnocharis flava (L.) Buchenau
- Limnocharis laforestii Duchass. ex Griseb.